# Choro (fisiologia)

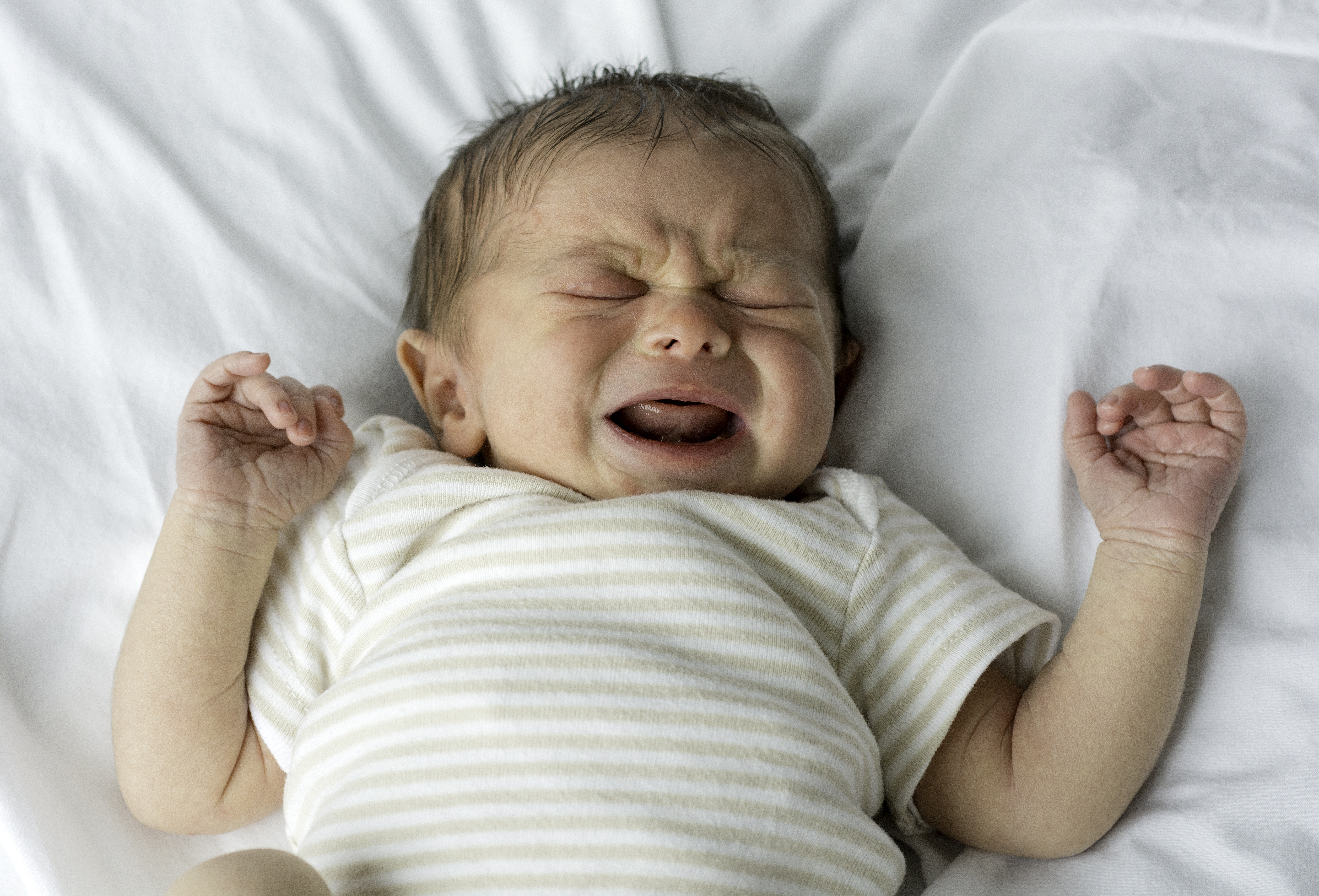
Um recém-nascido chorando; bebês, até os completamente saudáveis, costumam chorar entre uma a três horas por dia no total. Isto porque, como não podem fazer nada sozinhos, o choro é um meio de comunicar que eles estão precisando de algo, seja necessidade de comida, calor ou conforto.

O choro, pranto (choro em excesso) ou ato de chorar ou lacrimejar é um efeito fisiológico dos seres humanos que consiste na produção em grande quantidade de lágrimas dos olhos, geralmente quando estão em estado emocional alterado como em casos de medo, tristeza, depressão, saudade, dor, alegria exagerada, raiva, aflição, entre outros estados emocionais.

## Processo fisiológico

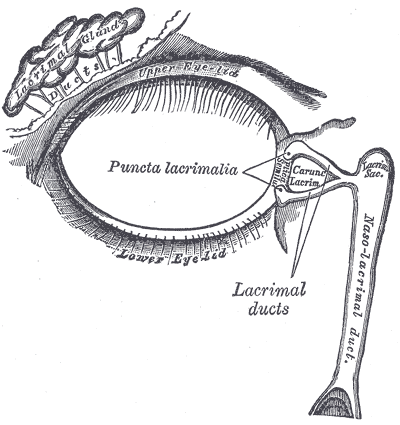
Imagem demonstra o processo fisiológico do choro.

O sistema límbico, sistema do cérebro responsável pelos sentimentos, associa um estímulo emotivo com aqueles que já temos guardados, gerando algumas respostas, sendo que uma delas é o choro. Depois disso, várias substâncias envolvidas no processamento das emoções, como noradrenalina e serotonina, e. g., são liberadas. Através do sistema nervoso independente (responsável por ações como piscar dos olhos) causarão a contração da glândula lacrimal, liberando a lágrima.
Esses fenômenos neurológicos e endocrinológicos são relacionados ao instinto de defesa do ser humano. Pode-se dizer que há alguns tipos de choro: o resultante de algum tipo de emoção espontânea ou simulada e o intermitente ou persistente, que pode surgir sem motivo e indica uma possível doença como depressão, por exemplo.

## Choro sentimental

O choro nada mais é do que uma forma de expressar os sentimentos amargurados de dor, tristeza e sofrimento. Como por exemplo, na imagem, onde é mostrado duas mulheres chorando no funeral de um militar.

A questão da função ou origem das lágrimas emocionais permanece aberta. As teorias variam das mais simples, como a resposta à dor infligida, às mais complexas, incluindo a comunicação não-verbal a fim de obter dos outros um comportamento de ajuda altruísta. Alguns também afirmaram que o choro pode servir a vários propósitos bioquímicos, como alívio do estresse e limpeza dos olhos. Acredita-se que o choro seja uma válvula de escape ou resultado de uma explosão de sensações emocionais intensas, como agonia, surpresa ou alegria exarcebada. Essa teoria poderia explicar por que as pessoas choram durante eventos alegres, bem como em eventos muito dolorosos.
Pode ser muito difícil observar os efeitos biológicos do choro, especialmente considerando que muitos psicólogos acreditam que o ambiente em que uma pessoa chora pode alterar a experiência do chorador. No entanto, estudos de choro em laboratórios mostraram vários efeitos físicos do choro, como aumento da frequência cardíaca, suor e respiração lenta. Embora pareça que o tipo de efeitos que um indivíduo experimenta depende em grande parte do indivíduo, para muitos parece que os efeitos calmantes do choro, como respiração mais lenta, duram mais que os efeitos negativos, o que poderia explicar por que as pessoas se lembram de chorar como sendo útil e benéfico.
O choro sentimental é uma tentativa de fala instintiva causada por uma emoção demasiado intensa que, por ventura, não cabe no organismo. O indivíduo apaixonado pode experimentar o fechamento sazonal da garganta. Provocando soluços involuntários e calafrios. Os soluços são causados por uma necessidade aterradora de comunicar ao ser amado algo urgente. Uma tentativa de comunicação a distância, mas que, por causa da falta de vocabulário para expor o sentimento, faz o organismo produzir ruídos espaçados. Podem vir acompanhados de fluidos também involuntários que saem das vias respiratórias  assim como da pele. É muito comum suar durante o pranto. O pranto é o acometimento sentimental do corpo humano que se contrai e pressiona todos os órgãos. durante o pranto, os sais minerais que gerem nosso corpo tornam-se líquidos por consequência da contração dos átomos e moléculas do organismo. Não é raro durante o pranto, os olhos ficarem inchados pelo intenso fluxo de água salgada nas córneas. É importante frisar que nada pode curar um choro sentimental. Uma maneira de evitar o pranto implica um simples exercício de abrir completamente a boca enquanto a água salgada ainda estiver dentro dos olhos. a contração da mandíbula vai segurar o choro por alguns instantes.